# Uitao
Uitao is een bestuurslaag in het regentschap Kupang van de provincie Oost-Nusa Tenggara, Indonesië. Uitao telt 794 inwoners (volkstelling 2010).